# Þórbjörg lítilvölva
Þórbjörg lítilvölva (Thorbjörg la pequeña völva) es un personaje de la saga de Erik el Rojo que se distingue por el uso del seidr (magia nórdica) para ayudar al prójimo. Þórbjörg era una völva de origen islandés en la colonia de Groenlandia. En la saga se solicita su presencia en la hacienda de Þorkell de Herjolfsnes para predecir el futuro de la comunidad por una amenaza de hambruna. 
Þórbjörg lítilvölva pasó el invierno visitando una granja tras otra en la que había sido invitada. Cuando ella llegó a Herjolfsnes, llevaba un manto negro con una correa, y estaba adornada con piedras preciosas hasta el dobladillo. Alrededor de su cuello llevaba un collar de cuentas de vidrio y sobre su cabeza una capucha de piel de cordero negro forrada con piel de gato blanco. Llevaba una vara con una perilla, adornada con latón y piedras en la parte superior. Sobre ella, tenía un cinturón de encantamientos enlazado a una gran bolsa. En ella guardaba los hechizos que necesitaba para sus predicciones. Llevaba botas de piel de becerro forradas en piel con largos y fuertes cordones y grandes perillas de peltre en los extremos. En sus manos llevaba guantes de piel de gato blanco también forrados con piel.
Þórbjörg recibió una comida especial preparada a partir de los corazones de varios animales disponibles en la hacienda, y al día siguiente, se dispuso a trabajar su magia y ver el futuro.
Þórbjörg dijo que necesitaba la ayuda de las mujeres que conocían el «varðlokur» (cánticos para invocar a los espíritus), pero Guðríður dijo que aunque le habían enseñado las canciones de niña, ella no podía involucrarse en el ritual, pues se había convertido al cristianismo. Þórbjörg dijo que podía ayudar a los presentes en la granja para cantar las canciones, y finalmente Guðríður consintió. Muchos espíritus fueron llamados al lugar, atraídos por las canciones, y Þórbjörg fue capaz de ver el futuro y manifestar a los asistentes que la hambruna se acabaría en la primavera, y que una vida larga y próspera le esperaba por delante a Guðríður.
El filólogo Jan de Vries consideró que la presentación de las prácticas mágico-mánticas en la saga son bastante creíbles.

## Varðlokur
El rito de varðlokur solo aparece mencionado en la saga de Erik el Rojo. Se ha definido como un canto repetitivo, rítmico, relajante para inducir a un estado de trance. Se puede traducir como «canto de brujo» o «canto del conjuro», necesario para recibir la sabiduría que los seres sobrenaturales infunden y tener capacidad para comprender mejor el funcionamiento interno de la magia. Aunque se ha especulado mucho sobre el contenido y formas del ritual, solo existen conjeturas sobre el mismo a la vista de que no ha sobrevivido el texto hasta nuestros días. El rito no se debería interpretar como una forma de canto, sino una forma de entonación (kveði) para recitar el hechizo (frœði, o el conocimiento, como así aparece en la saga). De hecho kveða es la única palabra que aparece para definir la participación de Guðríður en el ritual. Gwyn Jones insiste en su teoría de por qué Þórbjörg lítilvölva se vio forzada a buscar ayuda entre los moradores de la hacienda para el bloqueo espiritual, pues aunque Guðríður no estaba versada en el seidr y tampoco era una profetisa, era una persona sabia que estaba en el lugar y momento adecuado y pese a que era cristiana, «no era peor mujer que antes».